# Heterantemis
Heterantemis (lat. Heteranthemis) monotipski biljni rod iz porodice glavočika čija je jedina vrsta H. viscidehirta (H. viscidi-hirta), jednogodišnja raslinja iz zapadnog Mediterana, točnije južna Španjolska i Portugal, Maroko i Alžir.
Uvezena je u Kaliforniju.

## Sinonimi
- Centrachena viscida Schott
- Centrospermum chrysanthemum Spreng.
- Chrysanthemum centrospermum Bernh. ex Rchb.
- Chrysanthemum viscidi-hirtum Thell.
- Chrysanthemum viscosum Desf.
- Heteranthemis hirta Spreng.
- Leucanthemum nanum St.-Lag.
- Pinardia anisocephala Cass.
- Pinardia viscosa Vis.